# Olympische Winterspiele 2022/Teilnehmer (Kanada)
| Gelbes Symbol für Goldmedaillen mit stilisierten Olympischen Ringen | Graues Symbol für Silbermedaillen mit stilisierten Olympischen Ringen | Braundes Symbol für Bronzemedaillen mit stilisierten Olympischen Ringen |
| ------------------------------------------------------------------- | --------------------------------------------------------------------- | ----------------------------------------------------------------------- |
| 4                                                                   | 8                                                                     | 14                                                                      |

Kanada nahm an den Olympischen Winterspielen 2022 in Peking mit 215 Athleten, davon 109 Männer und 106 Frauen, in 14 Sportarten teil. Es war die 24. Teilnahme des Landes an Olympischen Winterspielen.

## Medaillen

### Medaillenspiegel
| Rang   | Sportart         | Gold | Silber | Bronze | Gesamt |
| ------ | ---------------- | ---- | ------ | ------ | ------ |
| 1      | Eisschnelllauf   | 1    | 3      | 1      | 5      |
| 2      | Snowboard        | 1    | 1      | 4      | 6      |
| 3      | Shorttrack       | 1    | 1      | 2      | 4      |
| 4      | Eishockey        | 1    | —      | —      | 1      |
| 5      | Freestyle-Skiing | —    | 3      | 2      | 5      |
| 6      | Bob              | —    | —      | 2      | 2      |
| 7      | Skispringen      | —    | —      | 1      | 1      |
| 7      | Ski Alpin        | —    | —      | 1      | 1      |
| 7      | Curling          | —    | —      | 1      | 1      |
| Gesamt | Gesamt           | 4    | 8      | 14     | 26     |

### Medaillengewinner
| Name/n                                                                      | Sportart         | Wettkampf             |
| --------------------------------------------------------------------------- | ---------------- | --------------------- |
| Gold                                                                        |                  |                       |
| Max Parrot                                                                  | Snowboard        | Slopestyle            |
| Eishockeynationalmannschaft der Frauen                                      | Eishockey        | Frauen                |
| Charles Hamelin Maxime Laoun Steven Dubois Jordan Pierre-Gilles Pascal Dion | Shorttrack       | 5000 m Staffel        |
| Ivanie Blondin Valérie Maltais Isabelle Weidemann                           | Eisschnelllauf   | Teamverfolgung Frauen |
| Silber                                                                      |                  |                       |
| Éliot Grondin                                                               | Snowboard        | Snowboardcross        |
| Mikaël Kingsbury                                                            | Freestyle-Skiing | Buckelpiste           |
| Marielle Thompson                                                           | Freestyle-Skiing | Skicross              |
| Cassie Sharpe                                                               | Freestyle-Skiing | Halfpipe              |
| Steven Dubois                                                               | Shorttrack       | 1500 m                |
| Isabelle Weidemann                                                          | Eisschnelllauf   | 5000 m                |
| Laurent Dubreuil                                                            | Eisschnelllauf   | 1000 m                |
| Ivanie Blondin                                                              | Eisschnelllauf   | Massenstart           |
| Bronze                                                                      |                  |                       |
| Isabelle Weidemann                                                          | Eisschnelllauf   | 3000 m                |
| Kim Boutin                                                                  | Shorttrack       | 500 m                 |
| Steven Dubois                                                               | Shorttrack       | 500 m                 |
| Alexandria Loutitt Matthew Soukup Abigail Strate MacKenzie Boyd-Clowes      | Skispringen      | Mannschaft Mixed      |
| Mark McMorris                                                               | Snowboard        | Slopestyle            |
| Meryeta Odine                                                               | Snowboard        | Snowboardcross        |
| Meryeta Odine Éliot Grondin                                                 | Snowboard        | Snowboardcross        |
| Max Parrot                                                                  | Snowboard        | Big Air               |
| James Crawford                                                              | Ski Alpin        | Alpine Kombination    |
| Christine de Bruin                                                          | Bob              | Monobob               |
| Brad Gushue Mark Nichols Brett Gallant Geoff Walker Marc Kennedy            | Curling          | Männer                |
| Rachael Karker                                                              | Freestyle-Skiing | Halfpipe              |
| Marion Thénault Miha Fontaine Lewis Irving                                  | Freestyle-Skiing | Mixed Aerials         |
| Justin Kripps Benjamin Coakwell Ryan Sommer Cam Stones                      | Bob              | Viererbob             |

## Teilnehmer nach Sportarten

### Biathlon
| Athleten                                             | Wettbewerbe        | Zeit        | Fehler          | Rang |
| ---------------------------------------------------- | ------------------ | ----------- | --------------- | ---- |
| Frauen                                               |                    |             |                 |      |
| Megan Bankes                                         | 7,5 km Sprint      | 24:35,4 min | 3 (1+2)         | 77   |
| Megan Bankes                                         | 15 km Einzel       | 48:47,2 min | 2 (0+0+0+2)     | 33   |
| Sarah Beaudry                                        | 7,5 km Sprint      | 24:45,9 min | 2 (1+1)         | 80   |
| Sarah Beaudry                                        | 15 km Einzel       | 53:55,0 min | 5 (3+1+1+0)     | 80   |
| Emily Dickson                                        | 7,5 km Sprint      | 24:50,3 min | 3 (2+1)         | 81   |
| Emily Dickson                                        | 15 km Einzel       | 52:26,1 min | 5 (2+1+0+2)     | 70   |
| Emma Lunder                                          | 7,5 km Sprint      | 22:47,6 min | 1 (0+1)         | 32   |
| Emma Lunder                                          | 10 km Verfolgung   | 42:19,3 min | 7 (1+3+2+1)     | 54   |
| Emma Lunder                                          | 15 km Einzel       | 52:02,4 min | 7 (0+2+3+2)     | 67   |
| Emma Lunder Megan Bankes Emily Dickson Sarah Beaudry | 4 × 6-km-Staffel   | 1:15:34,3 h | 0+8 (0+2 0+6)   | 10   |
| Männer                                               |                    |             |                 |      |
| Jules Burnotte                                       | 10 km Sprint       | 25:50,3 min | 2 (2+0)         | 29   |
| Jules Burnotte                                       | 12,5 km Verfolgung | 43:48,2 min | 4 (1+2+1+1)     | 28   |
| Jules Burnotte                                       | 15 km Massenstart  | 41:35,0 min | 5 (2+1+1+1)     | 18   |
| Jules Burnotte                                       | 20 km Einzel       | 53:32,3 min | 3 (1+1+1+0)     | 36   |
| Christian Gow                                        | 10 km Sprint       | 25:15,5 min | 0 (0+0)         | 12   |
| Christian Gow                                        | 12,5 km Verfolgung | 44:10,5 min | 5 (0+2+0+3)     | 35   |
| Christian Gow                                        | 15 km Massenstart  | 41:02,5 min | 3 (0+0+0+3)     | 13   |
| Christian Gow                                        | 20 km Einzel       | 52:21,9 min | 2 (0+0+2+0)     | 24   |
| Scott Gow                                            | 10 km Sprint       | 25:56,7 min | 2 (1+1)         | 34   |
| Scott Gow                                            | 12,5 km Verfolgung | 43:18,7 min | 4 (0+2+0+2)     | 20   |
| Scott Gow                                            | 15 km Massenstart  | 42:17,6 min | 7 (0+4+2+1)     | 25   |
| Scott Gow                                            | 20 km Einzel       | 49:53,0 min | 1 (0+1+0+0)     | 5    |
| Adam Runnalls                                        | 10 km Sprint       | 26:00,5 min | 2 (1+1)         | 35   |
| Adam Runnalls                                        | 12,5 km Verfolgung | 43:59,9 min | 5 (1+0+2+2)     | 30   |
| Adam Runnalls                                        | 20 km Einzel       | 53:24,7 min | 3 (1+0+0+2)     | 33   |
| Adam Runnalls Christian Gow Jules Burnotte Scott Gow | 4 × 7,5-km-Staffel | 1:21:46,5 h | 2+9 (0+3 2+6)   | 6    |
| Mixed                                                |                    |             |                 |      |
| Sarah Beaudry Emma Lunder Christian Gow Scott Gow    | 4 × 6-km-Staffel   | 1:11:12,4 h | 3+17 (0+5 3+12) | 14   |

### Bob
| Athleten                                                       | Wettbewerb | Lauf 1      | Lauf 1 | Lauf 2      | Lauf 2 | Lauf 3      | Lauf 3 | Lauf 4        | Lauf 4        | Gesamt      | Gesamt |
| Athleten                                                       | Wettbewerb | Zeit        | Rang   | Zeit        | Rang   | Zeit        | Rang   | Zeit          | Rang          | Zeit        | Rang   |
| -------------------------------------------------------------- | ---------- | ----------- | ------ | ----------- | ------ | ----------- | ------ | ------------- | ------------- | ----------- | ------ |
| Frauen                                                         |            |             |        |             |        |             |        |               |               |             |        |
| Cynthia Appiah                                                 | Monobob    | 1:05,75 min | 12     | 1:05,53 min | 5      | 1:05,78 min | 8      | 1:05,58 min   | 9             | 4:23,04 min | 8      |
| Christine de Bruin                                             | Monobob    | 1:05,12 min | 3      | 1:05,02 min | 2      | 1:05,38 min | 4      | 1:05,51 min   | 5             | 4:21,03 min | 3      |
| Christine de Bruin Kristen Bujnowski                           | Zweierbob  | 1:01,45 min | 5      | 1:01,76 min | 4      | 1:01,43 min | 5      | 1:01,73 min   | 6             | 4:06,37 min | 5      |
| Cynthia Appiah Dawn Richardson Wilson                          | Zweierbob  | 1:01,75 min | 8      | 1:01,89 min | 7      | 1:01,95 min | 10     | 1:01,93 min   | 9             | 4:07,52 min | 8      |
| Melissa Lotholz Sara Villani                                   | Zweierbob  | 1:02,12 min | 18     | 1:02,09 min | 10     | 1:01,85 min | 8      | 1:02,31 min   | 15            | 4:08,37 min | 12     |
| Männer                                                         |            |             |        |             |        |             |        |               |               |             |        |
| Taylor Austin Daniel Sunderland                                | Zweierbob  | 1:00,11 min | 21     | 1:00,41 min | 21     | 1:00,29 min | 19     | 1:00,55 min   | 19            | 4:01,36 min | 20     |
| Justin Kripps Cam Stones                                       | Zweierbob  | 59,61 s     | 8      | 1:00,08 min | 14     | 59,71 s     | 7      | 1:00,00 min   | 8             | 3:59,40 min | 10     |
| Chris Spring Mike Evelyn                                       | Zweierbob  | 59,54 s     | 6      | 1:00,03 min | 10     | 59,76 s     | 8      | 59,93 s       | 5             | 3:59,26 min | 7      |
| Taylor Austin Daniel Sunderland Chris Patrician Jacob Dearborn | Viererbob  | 59,67 s     | 22     | 59,81 s     | 22     | 59,79 s     | 24     | ausgeschieden | ausgeschieden | 4:00,02 min | 23     |
| Justin Kripps Ryan Sommer Cam Stones Benjamin Coakwell         | Viererbob  | 58,38 s     | 3      | 59,00 s     | 5      | 58,44 s     | 5      | 59,27 s       | 3             | 3:55,09 min | Bronze |
| Chris Spring Cody Sorensen Sam Giguère Mike Evelyn             | Viererbob  | 59,10 s     | 12     | 59,33 s     | 10     | 59,10 s     | 10     | 59,46 s       | 11            | 3:56,99 min | 9      |

### Curling
| Wettbewerb      | Frauen | Männer | Mixed Doubles |
| --------------- | --- | --- | --- |
| Athleten        | Jennifer Jones Kaitlyn Lawes Jocelyn Peterman Dawn McEwen Lisa Weagle                                                                          | Brad Gushue Mark Nichols Brett Gallant Geoff Walker Marc Kennedy                                                                                | Rachel Homan John Morris |
| Vorrunde        | Südkorea (12:7) Japan (5:8) Schweden (6:7) Schweiz (4:8) ROC (11:5) Großbritannien (7:3) Vereinigte Staaten (7:6) China (9:11) Dänemark (10:4) | Dänemark (10:5) Norwegen (6:5) Schweiz (3:5) Schweden (4:7) Vereinigte Staaten (10:5) Italien (7:3) China (10:8) ROC (6:7) Großbritannien (2:5) | Großbritannien (4:6) Norwegen (7:6) Schweiz (7:5) China (8:6) Schweden (2:6) Vereinigte Staaten (7:2) Tschechien (6:5) Australien (8:10) Italien (7:8) |
| Tie-Breaker     | ausgeschieden | — | ausgeschieden |
| Halbfinale      | ausgeschieden | Schweden (3:5) | ausgeschieden |
| Spiel um Bronze | ausgeschieden | Vereinigte Staaten (8:5) | ausgeschieden |
| Finale          | ausgeschieden | ausgeschieden | ausgeschieden |
| Rang            | 5 | Bronze | 5 |

### Eishockey
| Wettbewerb                 | Frauen | Männer |
| -------------------------- | --- | --- |
| Athleten                   | Erin Ambrose Ashton Bell Kristen Campbell Emily Clark Mélodie Daoust Ann-Renée Desbiens Renata Fast Sarah Fillier Brianne Jenner Rebecca Johnston Jocelyne Larocque Emma Maltais Emerance Maschmeyer Sarah Nurse Marie-Philip Poulin Jamie Lee Rattray Jill Saulnier Ella Shelton Natalie Spooner Laura Stacey Claire Thompson Blayre Turnbull Micah Zandee-Hart | Mark Barberio Adam Cracknell Jason Demers David Desharnais Morgan Ellis Landon Ferraro Alex Grant Josh Ho-Sang Kent Johnson Corban Knight Devon Levi Jack McBain Mason McTavish Maxim Noreau Eric O’Dell Eddie Pasquale Owen Power Mat Robinson Eric Staal Ben Street Adam Tambellini Matt Tomkins Jordan Weal Daniel Winnik Tyler Wotherspoon |
| Trainer                    | Troy Ryan | Claude Julien Jeremy Colliton |
| Gruppenphase               | Schweiz 12:1 (3:0, 5:0, 4:1) Finnland 11:1 (2:1, 5:0, 4:0) ROC 6:1 (2:0, 2:1, 2:0) Vereinigte Staaten 4:2 (1:0, 3:2, 0:0) | Deutschland 5:1 (3:0, 1:1, 1:0) Vereinigte Staaten 2:4 (1:2, 1:1, 0:1) China 5:0 (3:0, 1:0, 1:0) |
| Viertelfinal-Qualifikation | – | China 7:2 (2:1, 3:1, 2:0) |
| Viertelfinale              | Schweden 11:0 (4:0, 5:0, 2:0) | Schweden 0:2 (0:0, 0:0, 0:2) |
| Halbfinale                 | Schweiz 10:3 (5:1, 3:2, 2:0) | ausgeschieden |
| Finale                     | Vereinigte Staaten 3:2 (2:0, 1:1, 0:1) | ausgeschieden |
| Rang                       | Gold | 6 |

### Eiskunstlauf
| Athleten                                                                                            | Wettbewerbe    | Kurzprogramm/ Rhythmustanz | Kurzprogramm/ Rhythmustanz | Kür/ Kürtanz  | Kür/ Kürtanz  | Gesamt | Gesamt |
| Athleten                                                                                            | Wettbewerbe    | Punkte                     | Rang                       | Punkte        | Rang          | Punkte | Rang   |
| --------------------------------------------------------------------------------------------------- | -------------- | -------------------------- | -------------------------- | ------------- | ------------- | ------ | ------ |
| Frauen                                                                                              |                |                            |                            |               |               |        |        |
| Madeline Schizas                                                                                    | Einzel         | 60,53                      | 20                         | 115,03        | 18            | 175,56 | 19     |
| Männer                                                                                              |                |                            |                            |               |               |        |        |
| Keegan Messing                                                                                      | Einzel         | 93,24                      | 9                          | 172,37        | 10            | 265,61 | 11     |
| Roman Sadovsky                                                                                      | Einzel         | 62,77                      | 29                         | ausgeschieden | ausgeschieden | 62,77  | 29     |
| Mixed                                                                                               |                |                            |                            |               |               |        |        |
| Laurence Fournier Beaudry Nikolaj Sørensen                                                          | Eistanz        | 78,54                      | 8                          | 113,81        | 11            | 192,35 | 9      |
| Piper Gilles Paul Poirier                                                                           | Eistanz        | 83,52                      | 6                          | 121,26        | 7             | 204,78 | 7      |
| Marjorie Lajoie Zachary Lagha                                                                       | Eistanz        | 72,59                      | 13                         | 108,43        | 13            | 181,02 | 13     |
| Vanessa James Eric Radford                                                                          | Paarlauf       | 63,03                      | 12                         | 117,96        | 12            | 180,99 | 12     |
| Kirsten Moore-Towers Michael Marinaro                                                               | Paarlauf       | 62,51                      | 13                         | 118,86        | 10            | 181,37 | 10     |
| Madeline Schizas Roman Sadovsky Kirsten Moore-Towers / Michael Marinaro Piper Gilles / Paul Poirier | Teamwettbewerb | 24                         | 4                          | 29            | 4             | 53     | 4      |

### Eisschnelllauf
| Athleten                 | Wettbewerbe | Zeit         | Rang   |
| ------------------------ | ----------- | ------------ | ------ |
| Frauen                   |             |              |        |
| Ivanie Blondin           | 1500 m      | 1:56,49 min  | 13     |
| Ivanie Blondin           | 3000 m      | 4:06,40 min  | 14     |
| Marsha Hudey             | 500 m       | 38,79 s      | 21     |
| Valérie Maltais          | 3000 m      | 4:04,27 min  | 12     |
| Brooklyn McDougall       | 500 m       | 38,84 s      | 22     |
| Heather McLean           | 500 m       | 39,31 s      | 27     |
| Maddison Pearman         | 1000 m      | 1:17,66 min  | 26     |
| Maddison Pearman         | 1500 m      | 1:59,89 min  | 24     |
| Alexa Scott              | 1000 m      | 1:15,79 min  | 12     |
| Isabelle Weidemann       | 3000 m      | 3:58,64 min  | Bronze |
| Isabelle Weidemann       | 5000 m      | 6:48,18 min  | Silber |
| Männer                   |             |              |        |
| Ted-Jan Bloemen          | 5000 m      | 6:19,11 min  | 10     |
| Ted-Jan Bloemen          | 10.000 m    | 13:01,39 min | 8      |
| Laurent Dubreuil         | 500 m       | 34,522 s     | 4      |
| Laurent Dubreuil         | 1000 m      | 1:08,32 min  | Silber |
| Graeme Fish              | 10.000 m    | 12:58,80 min | 6      |
| Antoine Gélinas-Beaulieu | 500 m       | 35,840 s     | 29     |
| Antoine Gélinas-Beaulieu | 1000 m      | 1:10,075 min | 22     |
| Antoine Gélinas-Beaulieu | 1500 m      | 1:48,00 min  | 23     |
| Connor Howe              | 1000 m      | 1:08,97 min  | 12     |
| Connor Howe              | 1500 m      | 1:44,86 min  | 5      |
| Gilmore Junio            | 500 m       | 35,162 s     | 21     |
| Tyson Langelaar          | 1500 m      | 1:47,81 min  | 22     |

| Athleten                 | Wettbewerbe | Halbfinale | Halbfinale | Finale | Finale | Rang   |
| Athleten                 | Wettbewerbe | Punkte     | Rang       | Punkte | Rang   | Rang   |
| ------------------------ | ----------- | ---------- | ---------- | ------ | ------ | ------ |
| Frauen                   |             |            |            |        |        |        |
| Ivanie Blondin           | Massenstart | 65         | 1          | 40     | 2      | Silber |
| Valérie Maltais          | Massenstart | 3          | 7          | 6      | 6      | 6      |
| Männer                   |             |            |            |        |        |        |
| Jordan Belchos           | Massenstart | 8          | 5          | 0      | 13     | 13     |
| Antoine Gélinas-Beaulieu | Massenstart | 3          | 6          | 0      | 15     | 15     |

| Athleten                                                   | Wettbewerbe    | Viertelfinale | Viertelfinale | Halbfinale    | Halbfinale    | Finale             | Finale      | Rang |
| Athleten                                                   | Wettbewerbe    | Zeit          | Rang          | Gegner        | Zeit          | Gegner             | Zeit        | Rang |
| ---------------------------------------------------------- | -------------- | ------------- | ------------- | ------------- | ------------- | ------------------ | ----------- | ---- |
| Frauen                                                     |                |               |               |               |               |                    |             |      |
| Ivanie Blondin Valérie Maltais Isabelle Weidemann          | Teamverfolgung | 2:53,99 min   | 2             | Niederlande   | 2:54,96 min   | Japan              | 2:53,43 min | Gold |
| Männer                                                     |                |               |               |               |               |                    |             |      |
| Jordan Belchos Ted-Jan Bloemen Connor Howe Tyson Langelaar | Teamverfolgung | 3:40,17 min   | 5             | ausgeschieden | ausgeschieden | C-Finale: Südkorea | 3:40,39 min | 5    |

### Freestyle-Skiing
| Athleten                                   | Wettbewerbe  | Qualifikation | Qualifikation | Qualifikation | Qualifikation | Finale        | Finale        | Finale        | Finale        | Rang   |
| Athleten                                   | Wettbewerbe  | Runde 1       | Runde 1       | Runde 2       | Runde 2       | Runde 1       | Runde 1       | Runde 2       | Runde 2       | Rang   |
| Athleten                                   | Wettbewerbe  | Punkte        | Rang          | Punkte        | Rang          | Punkte        | Rang          | Punkte        | Rang          | Rang   |
| ------------------------------------------ | ------------ | ------------- | ------------- | ------------- | ------------- | ------------- | ------------- | ------------- | ------------- | ------ |
| Frauen                                     |              |               |               |               |               |               |               |               |               |        |
| Flavie Aumond                              | Aerials      | 76,86         | 18            | 73,95         | 13            | ausgeschieden | ausgeschieden | ausgeschieden | ausgeschieden | 19     |
| Naomy Boudreau-Guertin                     | Aerials      | 77,43         | 16            | 77,43         | 12            | ausgeschieden | ausgeschieden | ausgeschieden | ausgeschieden | 18     |
| Marion Thénault                            | Aerials      | 93,06         | 5             | —             | —             | 91,29         | 7             | ausgeschieden | ausgeschieden | 7      |
| Männer                                     |              |               |               |               |               |               |               |               |               |        |
| Miha Fontaine                              | Aerials      | 115,05        | 11            | 107,69        | 7             | ausgeschieden | ausgeschieden | ausgeschieden | ausgeschieden | 13     |
| Lewis Irving                               | Aerials      | 103,98        | 19            | 80,99         | 17            | ausgeschieden | ausgeschieden | ausgeschieden | ausgeschieden | 23     |
| Émile Nadeau                               | Aerials      | 112,83        | 13            | 102,26        | 11            | ausgeschieden | ausgeschieden | ausgeschieden | ausgeschieden | 17     |
| Mixed                                      |              |               |               |               |               |               |               |               |               |        |
| Marion Thénault Miha Fontaine Lewis Irving | Aerials-Team | —             | —             | —             | —             | 326,94        | 3             | 290,98        | 3             | Bronze |

| Athleten           | Wettbewerbe | Qualifikation | Qualifikation | Finale        | Finale        | Rang   |
| Athleten           | Wettbewerbe | Punkte        | Rang          | Punkte        | Rang          | Rang   |
| ------------------ | ----------- | ------------- | ------------- | ------------- | ------------- | ------ |
| Frauen             |             |               |               |               |               |        |
| Olivia Asselin     | Big Air     | 147,75        | 11            | 147,50        | 8             | 8      |
| Olivia Asselin     | Slopestyle  | 64,68         | 11            | 16,83         | 11            | 11     |
| Elena Gaskell      | Big Air     | DNS           | DNS           | DNS           | DNS           | DNS    |
| Megan Oldham       | Big Air     | 171,25        | 1             | 178,00        | 4             | 4      |
| Megan Oldham       | Slopestyle  | 63,10         | 13            | ausgeschieden | ausgeschieden | 13     |
| Amy Fraser         | Halfpipe    | 75,75         | 11            | 75,25         | 8             | 8      |
| Rachael Karker     | Halfpipe    | 89,50         | 2             | 87,75         | 3             | Bronze |
| Cassie Sharpe      | Halfpipe    | 86,25         | 6             | 90,75         | 2             | Silber |
| Männer             |             |               |               |               |               |        |
| Teal Harle         | Big Air     | 46,75         | 31            | ausgeschieden | ausgeschieden | 31     |
| Teal Harle         | Slopestyle  | 36,05         | 26            | ausgeschieden | ausgeschieden | 26     |
| Evan McEachran     | Big Air     | 170,25        | 11            | 115,50        | 9             | 9      |
| Evan McEachran     | Slopestyle  | 40,90         | 24            | ausgeschieden | ausgeschieden | 24     |
| Max Moffatt        | Big Air     | 147,00        | 20            | ausgeschieden | ausgeschieden | 20     |
| Max Moffatt        | Slopestyle  | 74,06         | 11            | 70,40         | 9             | 9      |
| Édouard Therriault | Big Air     | 168,00        | 13            | ausgeschieden | ausgeschieden | 13     |
| Édouard Therriault | Slopestyle  | 70,40         | 13            | ausgeschieden | ausgeschieden | 13     |
| Noah Bowman        | Halfpipe    | 85,50         | 6             | 84,75         | 4             | 4      |
| Simon d’Artois     | Halfpipe    | 82,50         | 8             | 63,75         | 10            | 10     |
| Brendan Mackay     | Halfpipe    | 87,25         | 5             | 65,50         | 9             | 9      |

| Athleten                | Wettbewerbe | Qualifikation | Qualifikation | Qualifikation | Qualifikation | Finale        | Finale        | Finale        | Finale        | Finale        | Finale        | Rang   |
| Athleten                | Wettbewerbe | Runde 1       | Runde 1       | Runde 2       | Runde 2       | Runde 1       | Runde 1       | Runde 2       | Runde 2       | Runde 3       | Runde 3       | Rang   |
| Athleten                | Wettbewerbe | Punkte        | Rang          | Punkte        | Rang          | Punkte        | Rang          | Punkte        | Rang          | Punkte        | Rang          | Rang   |
| ----------------------- | ----------- | ------------- | ------------- | ------------- | ------------- | ------------- | ------------- | ------------- | ------------- | ------------- | ------------- | ------ |
| Frauen                  |             |               |               |               |               |               |               |               |               |               |               |        |
| Chloé Dufour-Lapointe   | Buckelpiste | 70,31         | 11            | 70,45         | 6             | 73,60         | 12            | 72,26         | 9             | ausgeschieden | ausgeschieden | 9      |
| Justine Dufour-Lapointe | Buckelpiste | 71,45         | 10            | –             | –             | DNF           | DNF           | ausgeschieden | ausgeschieden | ausgeschieden | ausgeschieden | 20     |
| Sofiane Gagnon          | Buckelpiste | 68,47         | 14            | 75,63         | 1             | 74,44         | 8             | DNF           | DNF           | ausgeschieden | ausgeschieden | 12     |
| Männer                  |             |               |               |               |               |               |               |               |               |               |               |        |
| Laurent Dumais          | Buckelpiste | 69,76         | 24            | 71,39         | 16            | ausgeschieden | ausgeschieden | ausgeschieden | ausgeschieden | ausgeschieden | ausgeschieden | 26     |
| Mikaël Kingsbury        | Buckelpiste | 81,15         | 1             | –             | –             | 81,78         | 1             | 79,59         | 2             | 82,18         | 2             | Silber |

| Athleten          | Wettbewerbe | Qualifikation | Qualifikation | Achtelfinale | Viertelfinale | Halbfinale    | Finale A/B    | Rang   |
| Athleten          | Wettbewerbe | Zeit          | Rang          | Rang         | Rang          | Rang          | Rang          | Rang   |
| ----------------- | ----------- | ------------- | ------------- | ------------ | ------------- | ------------- | ------------- | ------ |
| Frauen            |             |               |               |              |               |               |               |        |
| Courtney Hoffos   | Skicross    | 1:18,28 min   | 8             | 1            | 2             | 4             | B-Finale: 2   | 6      |
| Brittany Phelan   | Skicross    | 1:18,17 min   | 7             | 1            | 2             | 3             | B-Finale: 1   | 5      |
| Hannah Schmidt    | Skicross    | 1:18,07 min   | 4             | 1            | 2             | 3             | B-Finale: 3   | 7      |
| Marielle Thompson | Skicross    | 1:18,16 min   | 5             | 1            | 1             | 2             | 2             | Silber |
| Männer            |             |               |               |              |               |               |               |        |
| Kevin Drury       | Skicross    | 1:13,11 min   | 15            | 2            | 3             | ausgeschieden | ausgeschieden | 12     |
| Reece Howden      | Skicross    | 1:12,37 min   | 5             | 1            | 3             | ausgeschieden | ausgeschieden | 9      |
| Brady Leman       | Skicross    | 1:12,30 min   | 4             | 2            | 2             | 4             | B-Finale: 2   | 6      |
| Jared Schmidt     | Skicross    | 1:12,39 min   | 6             | 2            | 3             | ausgeschieden | ausgeschieden | 10     |

### Rennrodeln
| Athlet                                               | Wettbewerb   | Lauf 1       | Lauf 1 | Lauf 2   | Lauf 2 | Lauf 3   | Lauf 3 | Lauf 4   | Lauf 4 | Gesamt       | Gesamt |
| Athlet                                               | Wettbewerb   | Zeit         | Rang   | Zeit     | Rang   | Zeit     | Rang   | Zeit     | Rang   | Zeit         | Rang   |
| ---------------------------------------------------- | ------------ | ------------ | ------ | -------- | ------ | -------- | ------ | -------- | ------ | ------------ | ------ |
| Frauen                                               |              |              |        |          |        |          |        |          |        |              |        |
| Natalie Corless                                      | Einsitzer    | 59,193 s     | 15     | 59,316 s | 17     | 59,176 s | 21     | 59,570 s | 15     | 3:57,255 min | 16     |
| Trinity Ellis                                        | Einsitzer    | 59,219 s     | 16     | 59,053 s | 11     | 58,888 s | 13     | 59,704 s | 17     | 3:56,864 min | 14     |
| Makena Hodgson                                       | Einsitzer    | 59,505 s     | 19     | 59,477 s | 18     | 59,286 s | 22     | 59,268 s | 13     | 3:57,536 min | 17     |
| Männer                                               |              |              |        |          |        |          |        |          |        |              |        |
| Reid Watts                                           | Einsitzer    | 58,049 s     | 14     | 59,071 s | 25     | 58,108 s | 15     | 58,065 s | 16     | 3:53,293 min | 17     |
| Tristan Walker Justin Snith                          | Doppelsitzer | 58,895 s     | 7      | 59,023 s | 8      | —        | —      | —        | —      | 1:57,918 min | 7      |
| Mixed                                                |              |              |        |          |        |          |        |          |        |              |        |
| Trinity Ellis Reid Watts Tristan Walker Justin Snith | Teamstaffel  | 3:05,235 min | 6      | —        | —      | —        | —      | —        | —      | 3:05,235 min | 6      |

### Shorttrack
| Athlet                                                                      | Wettbewerb     | Vorlauf      | Vorlauf | Viertelfinale | Viertelfinale | Halbfinale    | Halbfinale    | Finale                 | Finale        | Rang   |
| Athlet                                                                      | Wettbewerb     | Zeit         | Rang    | Zeit          | Rang          | Zeit          | Rang          | Zeit                   | Rang          | Rang   |
| --------------------------------------------------------------------------- | -------------- | ------------ | ------- | ------------- | ------------- | ------------- | ------------- | ---------------------- | ------------- | ------ |
| Frauen                                                                      |                |              |         |               |               |               |               |                        |               |        |
| Danaé Blais                                                                 | 1500 m         | —            | —       | ohne Zeit     | 4             | ausgeschieden | ausgeschieden | ausgeschieden          | ausgeschieden | 25     |
| Kim Boutin                                                                  | 500 m          | 42,732 s     | 1       | 42,391 s      | 1             | 42,664 s      | 2             | 42,724 s               | 3             | Bronze |
| Kim Boutin                                                                  | 1000 m         | DNF          | DNF     | ausgeschieden | ausgeschieden | ausgeschieden | ausgeschieden | ausgeschieden          | ausgeschieden | 29     |
| Kim Boutin                                                                  | 1500 m         | —            | —       | 2:17,739 min  | 1             | 2:22,371 min  | 3             | B-Finale: 2:45,568 min | 3             | 10     |
| Florence Brunelle                                                           | 500 m          | 43,477 s     | 1       | DSQ           | DSQ           | ausgeschieden | ausgeschieden | ausgeschieden          | ausgeschieden | 19     |
| Alyson Charles                                                              | 500 m          | 42,991 s     | 2       | 1:07,206 min  | 4 ADV         | 42,829 s      | 4             | B-Finale: 43,273 s     | 3             | 8      |
| Alyson Charles                                                              | 1000 m         | 1:29,870 min | 3 ADV   | 1:30,161 min  | 5             | ausgeschieden | ausgeschieden | ausgeschieden          | ausgeschieden | 20     |
| Courtney Sarault                                                            | 1000 m         | 1:27,798 min | 1       | 1:29,450 min  | 3             | ausgeschieden | ausgeschieden | ausgeschieden          | ausgeschieden | 11     |
| Courtney Sarault                                                            | 1500 m         | —            | —       | 2:20,365 min  | 1             | 2:18,316 min  | 4             | B-Finale: 2:45,606 min | 4             | 11     |
| Kim Boutin Florence Brunelle Alyson Charles Courtney Sarault                | 3000 m Staffel | —            | —       | —             | —             | 4:05,89 min   | 1             | 4:04,329 min           | 4             | 4      |
| Männer                                                                      |                |              |         |               |               |               |               |                        |               |        |
| Pascal Dion                                                                 | 1000 m         | 1:24,711 min | 2       | DNF           | DNF           | ausgeschieden | ausgeschieden | ausgeschieden          | ausgeschieden | 12     |
| Pascal Dion                                                                 | 1500 m         | —            | —       | 2:09,723 min  | 2             | 2:15,271 min  | 7             | ausgeschieden          | ausgeschieden | 18     |
| Steven Dubois                                                               | 500 m          | 40,399 s     | 1       | 40,494 s      | 2             | 40,825 s      | 4 ADV         | 40,669 s               | 3             | Bronze |
| Steven Dubois                                                               | 1500 m         | —            | —       | 2:15,123 min  | 3             | 2:38,000 min  | 6 ADV         | 2:09,254 min           | 2             | Silber |
| Charles Hamelin                                                             | 1500 m         | —            | —       | 2:11,239 min  | 1             | DSQ           | DSQ           | ausgeschieden          | ausgeschieden | 19     |
| Maxime Laoun                                                                | 500 m          | DNF          | DNF     | ausgeschieden | ausgeschieden | ausgeschieden | ausgeschieden | ausgeschieden          | ausgeschieden | 28     |
| Jordan Pierre-Gilles                                                        | 500 m          | 40,488 s     | 2       | DSQ           | DSQ           | ausgeschieden | ausgeschieden | ausgeschieden          | ausgeschieden | 18     |
| Jordan Pierre-Gilles                                                        | 1000 m         | 1:24,067 min | 2       | DSQ           | DSQ           | ausgeschieden | ausgeschieden | ausgeschieden          | ausgeschieden | 16     |
| Pascal Dion Steven Dubois Jordan Pierre-Gilles Charles Hamelin Maxime Laoun | 5000 m Staffel | —            | —       | —             | —             | 6:38,752 min  | 1             | 6:41,257 min           | 1             | Gold   |

| Athlet                                                                                       | Wettbewerb     | Vorlauf | Vorlauf | Viertelfinale | Viertelfinale | Halbfinale   | Halbfinale | Finale A/B | Finale A/B | Rang |
| Athlet                                                                                       | Wettbewerb     | Zeit    | Rang    | Zeit          | Rang          | Zeit         | Rang       | Zeit       | Rang       | Rang |
| -------------------------------------------------------------------------------------------- | -------------- | ------- | ------- | ------------- | ------------- | ------------ | ---------- | ---------- | ---------- | ---- |
| Mixed                                                                                        |                |         |         |               |               |              |            |            |            |      |
| Courtney Sarault Florence Brunelle Steven Dubois Pascal Dion Kim Boutin Jordan Pierre-Gilles | 2000 m Staffel | —       | —       | 2:36,747 min  | 2             | 2:36,808 min | 1          | DSQ        | DSQ        | DSQ  |

### Skeleton
| Athlet         | Lauf 1      | Lauf 1 | Lauf 2      | Lauf 2 | Lauf 3      | Lauf 3 | Lauf 4      | Lauf 4 | Gesamt      | Gesamt |
| Athlet         | Zeit        | Rang   | Zeit        | Rang   | Zeit        | Rang   | Zeit        | Rang   | Zeit        | Rang   |
| -------------- | ----------- | ------ | ----------- | ------ | ----------- | ------ | ----------- | ------ | ----------- | ------ |
| Frauen         |             |        |             |        |             |        |             |        |             |        |
| Jane Channell  | 1:02,59 min | 13     | 1:03,31 min | 22     | 1:02,71 min | 19     | 1:02,34 min | 10     | 4:10,95 min | 17     |
| Mirela Rahneva | 1:02,03 min | 1      | 1:03,14 min | 18     | 1:01,72 min | 2      | 1:02,26 min | 6      | 4:09,15 min | 5      |
| Männer         |             |        |             |        |             |        |             |        |             |        |
| Blake Enzie    | 1:01,65 min | 19     | 1:01,76 min | 20     | 1:01,93 min | 21     | 1:01,54 min | 19     | 4:06,88 min | 20     |

### Ski Alpin
| Athleten             | Wettbewerbe  | 1. Lauf     | 1. Lauf | 2. Lauf       | 2. Lauf       | Gesamt        | Gesamt        |
| Athleten             | Wettbewerbe  | Zeit        | Rang    | Zeit          | Rang          | Zeit          | Rang          |
| -------------------- | ------------ | ----------- | ------- | ------------- | ------------- | ------------- | ------------- |
| Frauen               |              |             |         |               |               |               |               |
| Marie-Michèle Gagnon | Abfahrt      | —           | —       | —             | —             | 1:33,45 min   | 8             |
| Marie-Michèle Gagnon | Super-G      | —           | —       | —             | —             | 1:14,65 min   | 14            |
| Cassidy Gray         | Riesenslalom | DNF         | DNF     | ausgeschieden | ausgeschieden | ausgeschieden | ausgeschieden |
| Valérie Grenier      | Riesenslalom | DNF         | DNF     | ausgeschieden | ausgeschieden | ausgeschieden | ausgeschieden |
| Erin Mielzynski      | Slalom       | 53,93 s     | 17      | 53,59 s       | 22            | 1:47,52 min   | 16            |
| Ali Nullmeyer        | Slalom       | 54,67 s     | 23      | 53,29 s       | 17            | 1:47,96 min   | 21            |
| Roni Remme           | Abfahrt      | —           | —       | —             | —             | 1:35,36 min   | 24            |
| Roni Remme           | Super-G      | —           | —       | —             | —             | 1:15,78 min   | 24            |
| Roni Remme           | Kombination  | DNF         | DNF     | ausgeschieden | ausgeschieden | ausgeschieden | ausgeschieden |
| Amelia Smart         | Slalom       | 55,26 s     | 28      | 54,06 s       | 26            | 1:49,32 min   | 27            |
| Laurence St-Germain  | Slalom       | 54,51 s     | 22      | 53,06 s       | 10            | 1:47,57 min   | 17            |
| Männer               |              |             |         |               |               |               |               |
| James Crawford       | Abfahrt      | —           | —       | —             | —             | 1:42,92 min   | 4             |
| James Crawford       | Super-G      | —           | —       | —             | —             | 1:20,79 min   | 6             |
| James Crawford       | Kombination  | 1:43,14 min | 2       | 48,97 s       | 7             | 2:32,11 min   | Bronze        |
| Trevor Philp         | Super-G      | —           | —       | —             | —             | 1:21,34 min   | 10            |
| Trevor Philp         | Kombination  | 1:46,84 min | 19      | DNF           | DNF           | DNF           | DNF           |
| Trevor Philp         | Riesenslalom | 1:07,14 min | 25      | 1:11,94 min   | 24            | 2:19,08 min   | 24            |
| Trevor Philp         | Slalom       | DNF         | DNF     | ausgeschieden | ausgeschieden | ausgeschieden | ausgeschieden |
| Erik Read            | Riesenslalom | 1:04,77 min | 16      | 1:07,67 min   | 12            | 2:12,44 min   | 13            |
| Erik Read            | Slalom       | 55,90 s     | 22      | 53,20 s       | 24            | 1:49,10 min   | 24            |
| Brodie Seger         | Abfahrt      | —           | —       | —             | —             | 1:44,6 min    | 22            |
| Brodie Seger         | Super-G      | —           | —       | —             | —             | DNF           | DNF           |
| Brodie Seger         | Kombination  | 1:43,54 min | 3       | 51,49 s       | 10            | 2:35,03 min   | 9             |
| Broderick Thompson   | Abfahrt      | —           | —       | —             | —             | DNF           | DNF           |
| Broderick Thompson   | Super-G      | —           | —       | —             | —             | DNF           | DNF           |
| Broderick Thompson   | Kombination  | 1:44,39 min | 8       | 49,81 s       | 8             | 2:34,20 min   | 8             |

| Athleten                                            | Wettbewerbe | Achtelfinale | Achtelfinale | Viertelfinale | Viertelfinale | Halbfinale    | Halbfinale    | Finale/Platz 3 | Finale/Platz 3 | Rang |
| Athleten                                            | Wettbewerbe | Gegner       | Punkte       | Gegner        | Punkte        | Gegner        | Punkte        | Gegner         | Punkte         | Rang |
| --------------------------------------------------- | ----------- | ------------ | ------------ | ------------- | ------------- | ------------- | ------------- | -------------- | -------------- | ---- |
| Mixed                                               |             |              |              |               |               |               |               |                |                |      |
| Cassidy Gray Erin Mielzynski Trevor Philp Erik Read | Mannschaft  | SLO          | 2:2 1        | ausgeschieden | ausgeschieden | ausgeschieden | ausgeschieden | ausgeschieden  | ausgeschieden  | 9    |

### Skilanglauf
| Athleten                                                                      | Wettbewerbe       | Zeit        | Rang |
| ----------------------------------------------------------------------------- | ----------------- | ----------- | ---- |
| Frauen                                                                        |                   |             |      |
| Dahria Beatty                                                                 | 10 km Klassisch   | 30:00,2 min | 18   |
| Dahria Beatty                                                                 | 15 km Skiathlon   | 48:52,0 min | 28   |
| Dahria Beatty                                                                 | 30 km Freier Stil | 1:36:08,2 h | 39   |
| Olivia Bouffard-Nesbitt                                                       | 10 km Klassisch   | 33:01,1 min | 61   |
| Olivia Bouffard-Nesbitt                                                       | 15 km Skiathlon   | 50:11,7 min | 44   |
| Cendrine Browne                                                               | 10 km Klassisch   | 31:47,9 min | 48   |
| Cendrine Browne                                                               | 15 km Skiathlon   | 47:58,1 min | 20   |
| Cendrine Browne                                                               | 30 km Freier Stil | 1:31:21,6 h | 16   |
| Laura Leclair                                                                 | 30 km Freier Stil | 1:40:14,5 h | 51   |
| Katherine Stewart-Jones                                                       | 10 km Klassisch   | 31:08,6 min | 36   |
| Katherine Stewart-Jones                                                       | 15 km Skiathlon   | 48:17,3 min | 23   |
| Katherine Stewart-Jones                                                       | 30 km Freier Stil | 1:32:33,3 h | 30   |
| Katherine Stewart-Jones Dahria Beatty Cendrine Browne Olivia Bouffard-Nesbitt | 4 × 5 km Staffel  | 57:20,9 min | 9    |
| Männer                                                                        |                   |             |      |
| Antoine Cyr                                                                   | 15 km Klassisch   | 41:17,7 min | 37   |
| Antoine Cyr                                                                   | 30 km Skiathlon   | 1:25:26,0 h | 42   |
| Rémi Drolet                                                                   | 15 km Klassisch   | 41:07,7 min | 33   |
| Rémi Drolet                                                                   | 30 km Skiathlon   | LAP         | 55   |
| Rémi Drolet                                                                   | 50 km Freier Stil | 1:16:27,1 h | 35   |
| Olivier Léveillé                                                              | 15 km Klassisch   | 40:52,0 min | 29   |
| Olivier Léveillé                                                              | 30 km Skiathlon   | 1:23:42,0 h | 31   |
| Olivier Léveillé                                                              | 50 km Freier Stil | 1:15:54,3 h | 27   |
| Graham Ritchie Antoine Cyr Olivier Léveillé Rémi Drolet                       | 4 × 10 km Staffel | 2:04:01,1 h | 11   |

| Athleten                              | Wettbewerbe | Qualifikation | Qualifikation | Viertelfinale | Viertelfinale | Halbfinale    | Halbfinale    | Finale        | Finale        | Rang |
| Athleten                              | Wettbewerbe | Zeit          | Rang          | Zeit          | Rang          | Zeit          | Rang          | Zeit          | Rang          | Rang |
| ------------------------------------- | ----------- | ------------- | ------------- | ------------- | ------------- | ------------- | ------------- | ------------- | ------------- | ---- |
| Frauen                                |             |               |               |               |               |               |               |               |               |      |
| Dahria Beatty                         | Sprint      | 3:23,54 min   | 28            | 3:18,73 min   | 5             | ausgeschieden | ausgeschieden | ausgeschieden | ausgeschieden | 25   |
| Olivia Bouffard-Nesbitt               | Sprint      | 3:25,92 min   | 40            | ausgeschieden | ausgeschieden | ausgeschieden | ausgeschieden | ausgeschieden | ausgeschieden | 40   |
| Cendrine Browne                       | Sprint      | 3:24,85 min   | 35            | ausgeschieden | ausgeschieden | ausgeschieden | ausgeschieden | ausgeschieden | ausgeschieden | 35   |
| Laura Leclair                         | Sprint      | 3:35,31 min   | 58            | ausgeschieden | ausgeschieden | ausgeschieden | ausgeschieden | ausgeschieden | ausgeschieden | 58   |
| Katherine Stewart-Jones Dahria Beatty | Team-Sprint | —             | —             | —             | —             | 24:03,72 min  | 6             | ausgeschieden | ausgeschieden | 12   |
| Männer                                |             |               |               |               |               |               |               |               |               |      |
| Antoine Cyr                           | Sprint      | 3:02,59 min   | 56            | ausgeschieden | ausgeschieden | ausgeschieden | ausgeschieden | ausgeschieden | ausgeschieden | 56   |
| Olivier Léveillé                      | Sprint      | 3:02,26 min   | 54            | ausgeschieden | ausgeschieden | ausgeschieden | ausgeschieden | ausgeschieden | ausgeschieden | 54   |
| Graham Ritchie                        | Sprint      | 2:55,04 min   | 34            | ausgeschieden | ausgeschieden | ausgeschieden | ausgeschieden | ausgeschieden | ausgeschieden | 34   |
| Antoine Cyr Graham Ritchie            | Team-Sprint | —             | —             | —             | —             | 20:18,71 min  | 4             | 19:45,30 min  | 5             | 5    |

### Skispringen
| Athleten                                                               | Wettbewerb          | Qualifikation | Qualifikation | Qualifikation | 1. Durchgang | 1. Durchgang | 1. Durchgang | 2. Durchgang  | 2. Durchgang  | 2. Durchgang  | Gesamt        | Gesamt        |
| Athleten                                                               | Wettbewerb          | Weite         | Punkte        | Rang          | Weite        | Punkte       | Rang         | Weite         | Punkte        | Rang          | Punkte        | Rang          |
| ---------------------------------------------------------------------- | ------------------- | ------------- | ------------- | ------------- | ------------ | ------------ | ------------ | ------------- | ------------- | ------------- | ------------- | ------------- |
| Frauen                                                                 |                     |               |               |               |              |              |              |               |               |               |               |               |
| Alexandria Loutitt                                                     | Normalschanze       | —             | —             | —             | DSQ          | DSQ          | DSQ          | ausgeschieden | ausgeschieden | ausgeschieden | ausgeschieden | ausgeschieden |
| Abigail Strate                                                         | Normalschanze       | —             | —             | —             | 75,5 m       | 71,7         | 26           | 84,5 m        | 90,2          | 12            | 161,9         | 23            |
| Männer                                                                 |                     |               |               |               |              |              |              |               |               |               |               |               |
| MacKenzie Boyd-Clowes                                                  | Normalschanze       | 94,5 m        | 97,1          | 17            | 100,5 m      | 129,8        | 12           | 100,0 m       | 122,8         | 19            | 252,6         | 16            |
| MacKenzie Boyd-Clowes                                                  | Großschanze         | 122,0 m       | 115,8         | 18            | 128,5 m      | 119,2        | 33           | ausgeschieden | ausgeschieden | ausgeschieden | 119,2         | 33            |
| Matthew Soukup                                                         | Normalschanze       | 75,0 m        | 52,7          | 47            | 92,0 m       | 103,0        | 45           | ausgeschieden | ausgeschieden | ausgeschieden | 103,0         | 45            |
| Matthew Soukup                                                         | Großschanze         | 108,5 m       | 82,0          | 47            | 115,0 m      | 90,8         | 49           | ausgeschieden | ausgeschieden | ausgeschieden | 90,8          | 49            |
| Mixed                                                                  |                     |               |               |               |              |              |              |               |               |               |               |               |
| Alexandria Loutitt Abigail Strate MacKenzie Boyd-Clowes Matthew Soukup | Normalschanze Mixed | —             | —             | —             | 366,0 m      | 415,4        | 4            | 372,0 m       | 429,2         | 5             | 844,6         | Bronze        |

### Snowboard
| Athleten          | Wettbewerbe | Qualifikation | Qualifikation | Finale        | Finale        | Rang   |
| Athleten          | Wettbewerbe | Punkte        | Rang          | Punkte        | Rang          | Rang   |
| ----------------- | ----------- | ------------- | ------------- | ------------- | ------------- | ------ |
| Frauen            |             |               |               |               |               |        |
| Jasmine Baird     | Big Air     | 129,50        | 10            | 130,00        | 7             | 7      |
| Jasmine Baird     | Slopestyle  | 49,50         | 15            | ausgeschieden | ausgeschieden | 15     |
| Laurie Blouin     | Big Air     | 156,25        | 4             | 115,00        | 8             | 8      |
| Laurie Blouin     | Slopestyle  | 71,55         | 7             | 81,41         | 4             | 4      |
| Brooke Voigt      | Big Air     | 96,00         | 21            | ausgeschieden | ausgeschieden | 21     |
| Brooke Voigt      | Slopestyle  | 37,11         | 22            | ausgeschieden | ausgeschieden | 22     |
| Brooke D’Hondt    | Halfpipe    | 70,00         | 10            | 66,75         | 10            | 10     |
| Elizabeth Hosking | Halfpipe    | 70,53         | 9             | 79,25         | 6             | 6      |
| Männer            |             |               |               |               |               |        |
| Mark McMorris     | Big Air     | 147,25        | 8             | 113,75        | 10            | 10     |
| Mark McMorris     | Slopestyle  | 83,30         | 2             | 88,53         | 3             | Bronze |
| Max Parrot        | Big Air     | 164,75        | 1             | 170,25        | 3             | Bronze |
| Max Parrot        | Slopestyle  | 70,11         | 10            | 88,53         | 1             | Gold   |
| Darcy Sharpe      | Big Air     | 142,00        | 12            | 87,75         | 12            | 12     |
| Darcy Sharpe      | Slopestyle  | 45,46         | 23            | ausgeschieden | ausgeschieden | 23     |
| Sébastien Toutant | Big Air     | 89,50         | 26            | ausgeschieden | ausgeschieden | 26     |
| Sébastien Toutant | Slopestyle  | 71,06         | 8             | 54,00         | 9             | 9      |
| Liam Gill         | Halfpipe    | 16,75         | 23            | ausgeschieden | ausgeschieden | 23     |

| Athleten         | Wettbewerbe    | Qualifikation | Qualifikation | Achtelfinale | Viertelfinale | Halbfinale    | Finale A/B    | Rang   |
| Athleten         | Wettbewerbe    | Zeit          | Rang          | Rang         | Rang          | Rang          | Rang          | Rang   |
| ---------------- | -------------- | ------------- | ------------- | ------------ | ------------- | ------------- | ------------- | ------ |
| Frauen           |                |               |               |              |               |               |               |        |
| Zoe Bergermann   | Snowboardcross | 1:25,84 min   | 24            | 2            | 4             | ausgeschieden | ausgeschieden | 15     |
| Tess Critchlow   | Snowboardcross | 1:26,13 min   | 26            | 2            | 1             | 3             | B-Finale: 2   | 6      |
| Audrey McManiman | Snowboardcross | 1:24,98 min   | 13            | 2            | 3             | ausgeschieden | ausgeschieden | 11     |
| Meryeta Odine    | Snowboardcross | 1:23,01 min   | 3             | 1            | 1             | 1             | 3             | Bronze |
| Männer           |                |               |               |              |               |               |               |        |
| Éliot Grondin    | Snowboardcross | 1:16,29 min   | 1             | 1            | 1             | 1             | 2             | Silber |
| Kevin Hill       | Snowboardcross | 1:19,45 min   | 26            | 4            | ausgeschieden | ausgeschieden | ausgeschieden | 27     |
| Liam Moffatt     | Snowboardcross | 1:18,45 min   | 13            | 3            | ausgeschieden | ausgeschieden | ausgeschieden | 19     |

| Athleten           | Wettbewerbe           | Qualifikation | Qualifikation | Achtelfinale  | Achtelfinale  | Viertelfinale | Viertelfinale | Halbfinale    | Halbfinale    | Finale/Platz 3 | Finale/Platz 3 | Rang |
| Athleten           | Wettbewerbe           | Zeit          | Rang          | Gegner        | Zeit          | Gegner        | Zeit          | Gegner        | Zeit          | Gegner         | Zeit           | Rang |
| ------------------ | --------------------- | ------------- | ------------- | ------------- | ------------- | ------------- | ------------- | ------------- | ------------- | -------------- | -------------- | ---- |
| Frauen             |                       |               |               |               |               |               |               |               |               |                |                |      |
| Kaylie Buck        | Parallel-Riesenslalom | 1:30,14 min   | 21            | ausgeschieden | ausgeschieden | ausgeschieden | ausgeschieden | ausgeschieden | ausgeschieden | ausgeschieden  | ausgeschieden  | 21   |
| Megan Farrell      | Parallel-Riesenslalom | 1:28,37 min   | 10            | Ulbing        | +0,50 s       | ausgeschieden | ausgeschieden | ausgeschieden | ausgeschieden | ausgeschieden  | ausgeschieden  | 12   |
| Jennifer Hawkrigg  | Parallel-Riesenslalom | DNF           | DNF           | ausgeschieden | ausgeschieden | ausgeschieden | ausgeschieden | ausgeschieden | ausgeschieden | ausgeschieden  | ausgeschieden  | DNF  |
| Männer             |                       |               |               |               |               |               |               |               |               |                |                |      |
| Sébastien Beaulieu | Parallel-Riesenslalom | 1:24,52 min   | 27            | ausgeschieden | ausgeschieden | ausgeschieden | ausgeschieden | ausgeschieden | ausgeschieden | ausgeschieden  | ausgeschieden  | 27   |
| Arnaud Gaudet      | Parallel-Riesenslalom | 1:24,43 min   | 26            | ausgeschieden | ausgeschieden | ausgeschieden | ausgeschieden | ausgeschieden | ausgeschieden | ausgeschieden  | ausgeschieden  | 26   |
| Jules Lefebvre     | Parallel-Riesenslalom | 1:22,94 min   | 20            | ausgeschieden | ausgeschieden | ausgeschieden | ausgeschieden | ausgeschieden | ausgeschieden | ausgeschieden  | ausgeschieden  | 20   |